# Stary Zamek w Czortkowie

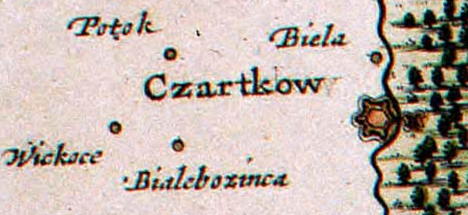
Fortyfikacje Czortkowa na mapie Guillaume'a de Beauplana

Stary Zamek w Czortkowie – nieistniejący zamek obronny w mieście Czortków (hromada Czortków, rejon czortkowski, obwód tarnopolski) na Ukrainie.
Zamek był częścią obronnego i fortyfikacyjnego systemu Czortkowa.

## Historia
Zamek jest zaznaczony na mapie Guillaume'a de Beauplana.
Na początku XVII w. zamek posiadał pewne braki fortyfikacyjne, w szczególności: zaokrąglone baszty wieńcowe, których mury, przy ówczesnym rozwoju artylerii, nie zapewniały niezawodnej obrony, ponieważ nie wytrzymywały ostrzału armatniego i szybko się zawaliły. Prawdopodobnie wschodnia wieża została uszkodzona podczas działań wojennych, które miały miejsce w mieście. Mapa Von Miga wyraźnie pokazuje, że teren obecnego klasztoru i kościoła był otoczony kwadratowym kamiennym murem, a narożniki były otoczone okrągłymi wieżami (rondell). W latach 60. XVII w. wschodnia wieża została zniszczona.
W jednej ze swoich prac badacz Sadok Barącz zauważa, że na początku XVIII w. kościół i klasztor dominikanów były otoczone murem, na którego budowę przywieziono wiele materiałów z rozbiórki zamku we wsi Szmańkowce, zbudowanego w 1625 r.
W 2017 r. badania zlecone przez oo. dominikanów ustaliły i potwierdziły fakt, że obecny kościół dominikanów otoczony był murem obronnym, który odkryto w zachodniej części świątyni. Biegnie on równolegle do ulicy Stepana Bandery. Pozostałości tego muru obronnego częściowo zachowały cztery otwory strzelnicze wycięte w murze co dwa metry.
Od początku XVIII w. kościół i klasztor dominikanów mogły funkcjonować wewnątrz budynku zamkowego. W latach 20. i 30. XVIII w. rozpoczęto budowę barokowego kościoła z dobudówką klasztoru dominikanów, który mimo licznych apeli Grona Konserwatorów Galicji Wschodniej do duchowieństwa i władz lokalnych zniszczył Stary Zamek w Czortkowie.